# Perina Lokure Nakang
Perina Lokure Nakang (1º gennaio 2003) è una mezzofondista sudsudanese.

## Biografia
Nata in Sudan, nel territorio che nel 2011 avrebbe assunto l'indipendenza come Sudan del Sud, all'età di sette parte con la zia per cercare in Kenya rifugio dal conflitto del Darfur. Dopo aver passato diverso tempo in un campo profughi dell'UNHCR a Kakuma, nella parte settentrionale del Kenya, riesce a riunirsi alla madre e a quattro fratelli e inizia a frequentare la scuola All4Running Shoes4Africa.
Entra a far parte del programma per rifugiati under 20 della World Athletics e inizia ad allenarsi con Janeth Jepkosgei in un gruppo di atlete insieme a Brenda Chebet e Nelly Chepchirchir.
Nel 2023 prende parte ai campionati mondiali di atletica leggera di Budapest nella squadra degli Atleti Rifugiati, non riuscendo a raggiungere la finale degli 800 metri piani. Nel 2024, dopo essersi classificata 75ª nella gara seniores dei campionati mondiali di corsa campestre, entra a far parte della squadra degli Atleti Olimpici Rifugiatiche parteciperà ai Giochi olimpici di Parigi.
È stata una dei quattro atleti rifugiati protagonisti dello spot Watch Where We're Going realizzato dalla Nike in collaborazione con il Comitato Olimpico Internazionale per mettere in evidenza le esperienze di discriminazione e pregiudizio vissute dai rifugiati.

## Progressione

### 800 metri piani
| Stagione | Tempo   | Luogo   | Data      | Rank. Mond. |
| -------- | ------- | ------- | --------- | ----------- |
| 2024     | 2'12"72 | Nairobi | 14-6-2024 |             |
| 2023     | 2'13"02 | Nairobi | 22-6-2023 | 2398ª       |

## Palmarès
| Anno                     | Manifestazione           | Sede                     | Evento                   | Risultato                | Prestazione              | Note                          |
| Per gli Atleti Rifugiati | Per gli Atleti Rifugiati | Per gli Atleti Rifugiati | Per gli Atleti Rifugiati | Per gli Atleti Rifugiati | Per gli Atleti Rifugiati | Per gli Atleti Rifugiati      |
| ------------------------ | ------------------------ | ------------------------ | ------------------------ | ------------------------ | ------------------------ | ----------------------------- |
| 2023                     | Mondiali                 | Budapest                 | 800 m piani              | Batterie                 | 2'15"84                  |                               |
| 2024                     | Mondiali di cross        | Belgrado                 | Gara seniores            | 75ª                      | 41'48"                   |                               |
| 2024                     | Giochi olimpici          | Parigi                   | 800 m piani              | Batteria                 | 2'08"20                  | Miglior prestazione personale |